# 山口以和
山口 以和（やまぐち もちかず、1997年9月21日 - ）は、東京都調布市出身の地方競馬・佐賀競馬場手島勝利厩舎に所属していた元騎手である。勝負服の柄は胴黒、黄星散らし、袖黄。身長165cm、体重47kg、血液型A型。調布市立石原小学校・調布市立調布中学校出身、地方競馬教養センター騎手課程第93期生。。

## 来歴
2015年4月1日に騎手免許を取得し、同月5日に佐賀競馬場にて初勝利。5月15日までにデビュー1ヶ月半で6勝を挙げた。兄弟子に鮫島克也がいる。第13回ロータスクラウン賞（SI）でイツモシアワセ（高知）に騎乗し6番人気ながら2着。ヤングジョッキーシリーズではトライアルラウンドで4位となり敗退している。
2018年10月26日を以って騎手を引退していることが佐賀競馬より発表された。